# Есбен Хансен та його сестра Хельга
Есбен Хансен, Хельга Хансен (дан. Hansen, Esben & Helga Hansen) — данські громадяни, які під час Другої світової війни здійснили героїчний вчинок, рятуючи єврейську родину від нацистських переслідувань.
У роки Другої світової війни данські громадяни Есбен Хансен, його сестра Хельга Хансен, а також вікарій Арнольд Гуннерс та його дружина Карен Гуннерс виявили відвагу, рятуючи двох єврейських біженців — Єхіеля Бен Іцхака та його майбутню дружину Розу (Варду) Фукс.
Єхіель, уродженець Румунії, та Варда, яка народилася в Німеччині, були членами сіоністського молодіжного руху «Гехалуц». У 1939 році вони прибули до Данії для проходження сільськогосподарського навчання в рамках підготовки до еміграції в Ерец-Ісраель. Після окупації Данії німецькими військами 9 квітня 1940 року вони залишалися у країні, поки восени 1943 року не розпочалися масові депортації євреїв.
У вересні 1943 року, за порадою двох колег, подружжя звернулося за допомогою до родини Хансенів, яка мешкала у селі Леве, поблизу Хьонга на острові Зеландія. Есбен і Хельга Хансен надали їм притулок на своїй фермі, де біженці брали участь у господарських роботах. У періоди небезпеки, коли надходила інформація про можливі обшуки, вони тимчасово переховувались в інших місцях.
Задля забезпечення безпеки біженців Хансени звернулися до пастора Арнольда Гуннерс та його дружини Карен із парафії Єрслев, які активно співпрацювали з підпіллям. Саме за їх сприянням наприкінці жовтня 1943 року було організовано втечу Єхіеля та Варди до Швеції. Данські рибалки погодилися переправити євреїв морем, за умови внесення грошової застави на випадок провалу операції. Завдяки зусиллям данських благодійників ці кошти було оперативно зібрано. Операція з порятунку завершилася успішно.
Після завершення війни Єхіель та Варда одружилися й емігрували до Ізраїлю.
8 травня 1986 року Меморіальний інститут Яд Вашем визнав Есбена та Хельгу Хнсен, а також Арнольда та Карен Гуннерс Праведниками народів світ за їхній героїзм, проявлений під час порятунку євреїв у період Голокосту. Усі вони діяли безкорисливо, ризикуючи власним життям задля порятунку інших.